# Franck-Yves Bambock
Franck-Yves Bambock (Douala, 7 de abril de 1995) es un futbolista camerunés nacionalizado francés que juega como centrocampista en las filas del CS Gloria Bistrița de la Liga II.

## Selección nacional
Ha sido internacional con Francia en las categorías sub-16, sub-17 y sub-18.

## Trayectoria
Franck-Yves es un mediocentro francés nacido en Camerún, internacional en todas las categorías inferiores de Francia hasta la sub-18.
En 2015, Bambock llega al Huesca desde el Paris Saint Germain para aportar músculo y técnica al mediocampo azulgrana.

## Clubes
| Club                           | País         | Año       |
| ------------------------------ | ------------ | --------- |
| Paris Saint-Germain II         | Francia      | 2013-2015 |
| S. D. Huesca                   | España       | 2015-2017 |
| Sparta de Rotterdam            | Países Bajos | 2017-2018 |
| Córdoba C. F.                  | España       | 2018-2019 |
| Maccabi Petah-Tikvah F. C.     | Israel       | 2019      |
| C. S. Marítimo                 | Portugal     | 2019-2021 |
| Grenoble Foot 38               | Francia      | 2021-2023 |
| MOL Fehérvár F. C.             | Hungría      | 2023-2024 |
| Panetolikos (cedido)           | Grecia       | 2024      |
| AEL Limassol                   | Chipre       | 2024-2025 |
| F. C. Gareji Sagarejo (cedido) | Georgia      | 2025      |
| CS Gloria Bistrița             | Rumania      | 2025-     |